# Lithacodia mollicula
Lithacodia mollicula là một loài bướm đêm trong họ Noctuidae.